# L'amore non ha religione
L'amore non ha religione è un singolo del cantante e comico italiano Checco Zalone, pubblicato nel 2011 come colonna sonora del film Che bella giornata. Il brano è stato estratto come primo singolo dall'album omonimo del film. Il singolo è arrivato alla posizione numero 5 nella classifica settimanale dei brani più venduti in Italia.

## Classifiche
| Paese  | Posizione raggiunta |
| ------ | ------------------- |
| Italia | 5                   |

### Andamento nella classifica italiana
| Posizione | 19 | 5 | 9 |